# François Boulangier
Pour les articles homonymes, voir Boulangier.
François Boulangier né le 1er avril 1926 à Metz et mort le 2 juillet 2020 à Garches est un philatéliste français spécialisé dans la collection des timbres-poste britanniques à l'effigie d'Élisabeth II et dessinés par Arnold Machin.

## Biographie
Docteur en chimie, c'est dans ce domaine qu'il a effectué sa vie professionnelle.
Il commence sa collection de timbres-poste à partir de mai 1968. Au cours d'une vente, il achète une collection de timbres de pays de l'ancien Empire britannique, dans laquelle il va se spécialiser. Il adhère rapidement au Club philatélique franco-britannique. Avec cette collection, il participe à des expositions nationales en France où ses prix lui permettent de concourir lors d'expositions internationales.
Secrétaire général du Club philatélique franco-britannique et proche de la retraite, il s'initie à l'informatique et à la gestion de données avec les émissions au type Machin. En effet, celles-ci présentent un nombre de variations de valeurs faciales, de couleurs, de papier, de gomme, d'imprimeurs entre autres qui rendent utiles l'emploi de cette activité informatique. Sa monographie régulièrement mise à jour est publiée par son association et est une des seules références en langue française sur ces timbres.
Il est également membre de la Royal Philatelic Society London et du Pacific Islands Study Circle.

## Publications
- « Timbres britanniques au type “Machin” », dossier paru dans Le Monde des philatélistes no 529, mai 1998, pages 31–38. Le dossier comprend une biographie de François Boulangier
- Les Émissions de Grande-Bretagne au type Machin en valeurs décimales, éd. Club philatélique franco-britannique, 4e édition, juin 2001